# Comté de Murray (Australie-Occidentale)
Pour les articles homonymes, voir comté de Murray.
Le Comté de Murray est une zone d'administration locale dans le sud-ouest de l'Australie-Occidentale en Australie à environ 80 km au sud de Perth. 
Le comté est divisé en un certain nombre de localités:
- Banksiadale
- Barragup
- Blythewood
- Carcoola
- Coolup
- Dwellingup
- Furnissdale
- Nambeelup
- North Dandalup
- North Yunderup
- Pinjarra
- Ravenswood
- South Yunderup
- Stake Hill

Le comté a 12 conseillers locaux pour 6 circonscriptions
- Pinjarra Ward (3 conseillers)
- North West Ward (2 conseillers)
- North Ward (1 conseiller)
- West Ward (4 conseillers)
- South Ward (1 conseiller)
- East Ward (1 conseiller).